# Charles Onyeama
Charles Dadi Onyeama (* 5. August 1917 in Eke bei Enugu; † 5. September 1999) war ein nigerianischer Jurist. Er wirkte an verschiedenen Gerichten in seinem Heimatland, darunter von 1964 bis 1966 am Obersten Gerichtshof, und war von 1967 bis 1976 Richter am Internationalen Gerichtshof.

## Leben
Charles Onyeama wurde 1917 in Eke bei Enugu geboren und absolvierte seine akademische Ausbildung am King’s College in Lagos, am Achimota College in der damaligen britischen Kolonie Goldküste (seit 1957 Ghana), am University College London sowie am Brasenose College in Oxford. Nach seiner Rückkehr nach Nigeria wirkte er dort als Mitglied der gesetzgebenden Versammlung. Von 1946 bis 1951 gehörte er dem Eastern House of Assembly an, von 1948 bis 1950 einem Komitee zur Ausarbeitung einer Verfassung. In den Jahren von 1952 bis 1956 fungierte er als Oberster Magistrat (Friedensrichter) von Nigeria.
Von 1956 bis 1957 war Charles Onyeama als Richter am High Court von West Nigeria sowie von 1957 bis 1964 als Richter am High Court von Lagos tätig, dem er in den Jahren 1961 und 1963 kommissarisch als Präsident vorstand. Von 1964 bis 1966 gehörte er dem Obersten Gerichtshof seines Heimatlandes an. Zum Ende des Jahres 1966 wurde er zum Richter an den Internationalen Gerichtshof (IGH) in Den Haag gewählt, an dem er für eine turnusgemäß neunjährige Amtszeit von 1967 bis 1976 wirkte. Sein Nachfolger am IGH wurde sein Landsmann Taslim Olawale Elias. Von 1982 bis 1990 war er Richter am Verwaltungsgericht der Weltbank.
Charles Onyeama war ab 1950 in erster sowie ab 1966 in zweiter Ehe verheiratet und ist Vater von fünf Söhnen und zwei Töchtern. Er starb 1999.